# کیم هه یون
کیم هه یون (کره‌ای: 김혜윤؛ زادهٔ ۱۰ نوامبر ۱۹۹۶) بازیگر اهل کرهٔ جنوبی است. از فیلم‌ها یا برنامه‌های تلویزیونی که وی در آن نقش داشته‌است می‌توان به فیلم سینمایی رفقای بد: سلطنت هرج و مرج (۲۰۱۹)، تو فوق‌العاده‌ای (۲۰۱۹)، بازرس مخفی سلطنتی و جوی (۲۰۲۱) و گل برفی (۲۰۲۲) دونده دوست داشتنی (۲۰۲۴) اشاره کرد.

## دوران اولیه زندگی و تحصیل
کیم در ۱۰ نوامبر ۱۹۹۶ در سئونگنام، استان استان گیونگ‌گی، کره جنوبی متولد شد.او از سال سوم راهنمایی همیشه آرزوی بازیگر شدن را در سر داشت و با حضور در آکادمی بازیگری، تست بازیگری و نقش های کوچک به طور جدی خود را وقف یادگیری این رشته کرد. او در سال ۲۰۱۵ به دانشگاه کنکوک سئول راه یافت، وی در سال ۲۰۱۹ در رشته مطالعات فیلم از این دانشگاه فارغ‌التحصیل شد.

## فیلم‌شناسی
فیلم‌شناسی برگزیده
فیلم
نیمه‌شب (۲۰۲۱)
دختری روری بولدوزر (۲۰۲۲)
همدردی (۲۰۲۲)
مجموعه‌های تلویزیونی
قلعه آسمان (۲۰۱۹–۲۰۱۸)
تو فوق‌العاده‌ای (۲۰۱۹)
بازرس مخفی سلطنتی و جوی (۲۰۲۱)
دونده دوست‌داشتنی (۲۰۲۴)